# El Tiempo (Trujillo)
El Tiempo Trujillo es un diario venezolano de circulación regional editado en Valera, Estado Trujillo. Se distribuye en todos los municipios Trujillo y parcialmente en los Estados Lara, Mérida y Zulia. No tiene relación con el diario El Tiempo de Puerto La Cruz.

## Historia
Fue fundado como un semanario sabatino el 1 de febrero de 1958 por Luis Mazzarri y Luis Gonzaga Matheus. En febrero de 1959 El Tiempo adoptó como logotipo un reloj de arena símbolo que todavía es utilizado por la empresa aunque con leves variaciones. Pocos años después de fundado el diario, el 10 de agosto de 1960 aumenta su frecuencia a los días miércoles y sábado, para finalmente transformase en un diario el 24 de octubre de 1961. El 24 de enero de 1962 el gobierno del entonces presidente de la República Rómulo Betancourt decreta el cierre del medio por espacio de 30 días al considerar inapropiado el contenido que había difundido sobre protestas violentas, para ese momento la democracia venezolana tenía apenas cuatro años de restablecida y se enfrentaba a movimientos guerrilleros de izquierda extrema. En 1975 abre sus oficinas en un nuevo edificio donde aún permanecen.
El 31 de julio de 2018 salió su última edición impresa, pues, anunciaron su cierre luego de 60 años de circulación, debido a las fallas en el suministro de papel y otros recursos y el alto costo de materiales, siendo, uno de los 19 medios impresos afectados por los mismos motivos en lo que va de año.